# شترخوار (رباط‌کریم)
شترخوار، روستایی از توابع بخش مرکزی شهرستان رباط‌کریم در استان تهران ایران است.

## جمعیت
این روستا در سه کیلومتری شهر رباط‌کریم قرار دارد و براساس سرشماری مرکز آمار ایران در سال ۱۳۹۵، جمعیت آن ۵۷۴۳۰ نفر (۱۵۲۳۴ خانوار) بوده‌است.